# Бабай (король)
Бабай (лат. Babai; погиб около 472) — король сарматов или языгов (не позднее 469 — около 472).

## Биография
Основным нарративным источником о Бабае является труд готского историка середины VI века Иордана «О происхождении и деяниях гетов».
По свидетельству Иордана, Бабай был королём сарматов, хотя по мнению современных историков он, скорее всего, правил языгами. Власть над этим народом Бабай разделял с другим королём, Бевкой. Владения Бабая и Бевки находились к северу от Сингидуна, в междуречье Дуная и Тисы. Возможно, их власть распространялась и на сам город.
Первое точно датированное сообщение о Бабае относится к 469 году. В этом году Бабай и Бевка присоединились к большой антиостготской коалиции, возглавлявшейся королём придунайских свевов Хунимундом. Кроме них в союз вступили также скиры во главе с Эдикой и его сыном Гунульфом, руги короля Флаккифея, гепиды и другие племена. Поддержку врагам остготов намеревался оказать и император Византии Лев I Макелла. Все они опасались возраставшей силы остготов и претензий их правителей на гегемонию в Подунавье.
Выступив в поход против остготов, войско союзников расположилось лагерем на берегу реки Болия. Чаще всего её отождествляют с рекой Ипель, но ряд историков высказывают сомнения в правильности такой идентификации. Здесь враги остготов неожиданно для себя были атакованы войском остготского короля Теодемира и его брата Видимира I. В последовавшем кровопролитном сражении полную победу одержали остготы. Множество воинов союзников погибло (вероятно, среди павших был и король скиров Эдика). Королю Бабаю удалось спастись бегством. Судьба же его соправителя Бевки не известна, так как после поражения на Болии какие-либо сведения о нём в исторических источниках отсутствуют.
В следующие несколько лет остготам короля Теодемира удалось стать влиятельнейшей силой в Подунавье: сразу после битвы племя скиров распалось на части, в результате нового похода были покорены свевы, а с Византией и гепидами были заключены мирные соглашения. Вероятно, всё это время отношения между правителями сарматов (языгов) и остготов оставались враждебными. Около 472 года Бабай разорил Средиземную Дакию и разбил византийского военачальника 
Камунда. Однако вскоре в его владения вторглось шеститысячное остготское войско во главе с Теодорихом Великим. В сражении сарматы потерпели поражение. Сам Бабай пал на поле боя, а его семья, рабы и сокровищница достались победителям. Вскоре Теодорихом был захвачен и принадлежавший сарматам Сингидун. Вероятно, в это время остготы ещё были византийскими федератами, так как Теодорих обещал передать этот город императору. Однако остготы не сдержали слова и включили Сингидун в свои владения.